# 타나카 치에미
타나카 치에미(일본어: 田中 ちえ美)는 일본의 여성 성우. 시즈오카현 출신. 스테이 럭 소속.